# Bináris prefixum
A bináris prefixumokat (más néven bináris előtagokat vagy előtétszókat) a számítástechnikában használják az alapmértékegység kerek többszöröseinek rövidítésére. Összevethető a decimális prefixummal.
Általában véve a prefixum értelme, hogy a nagyobb számokat tartalmazó mértékeket a mértékegység előtt használt jelzéssel – a prefixummal – rövidebben fejezhetjük ki. Példa: ha egy erő 14 000 N (newton) nagyságú, akkor alkalmazhatjuk a kilo prefixum k jelét az erő N mértékegysége előtt, az 1000-es szorzás jeleként, ennek eredményeként ugyanaz az erő 14 kN alakban is leírható. Kiolvasása: 14 kilonewton.
A számítástechnikában a prefixumokat többek között a memória méretének alapegységei, a bit és a byte elé illesztve használják. Ám hogy például a kilo ilyen esetben pontosan mennyit is jelent, arról több évtizedes vita folyik.
A jelenleg (2015) hivatalosan hatályos előírás itt olvasható. Az előírás által követett szabvány a KiB, MiB, GiB, TiB alakú, új informatikai mértékegységeket eredményezte.

## Miért van rá szükség?
Az 1950-es években kifejlődött digitális számítógépekben a bináris (kétféle állapot valamelyikének felvételére képes) memóriaelemek alkalmazása vált elterjedtté, a mai napig ez jelenti a teljes információtechnika alapját. Több memóriaelem egybefoglalásával olyan tárolócellák születnek, amelyek mindig a 2 valamelyik hatványával kifejezhető számú különböző állapotot vehetnek fel, ennyiféle érték valamelyikét tárolhatják. Amikor egy memóriacella tartalmához kell hozzáférni, szintén bináris alkotóelemek végzik a cella pontos helyének kijelölését – ez az architektúra az 1960-as évek közepére szabvánnyá vált. A bináris címzésből következik, hogy ha az összes lehetséges előállítható memóriacímen egy-egy cellát elhelyezünk, akkor a cellák együttes száma is mindig a 2 valamelyik hatványával fog megegyezni.
Amikor már a számítógépek memóriájának cellaszáma elérte az ezres és még nagyobb nagyságrendet, természetes módon jelent meg az igény a más mértékegységeknél már régóta alkalmazott kerek többszörösök (pl. méter–kilométer) bevezetésére a számítógépek területén is. Mivel a kettes számrendszer ott uralkodó hatású, a többszörösöknek is a 2 hatványai közül volt célszerű kikerülniük, hiszen a tízes számrendszerben is a számrendszer alapjának, a 10-nek bizonyos hatványait rendeljük a prefixumokkal jelölt kerek többszörösökhöz.
Véletlenül a decimális rendszerben már használt kilo előtag által jelölt 1000 értékű szorzóhoz közel áll a bináris rendszer egyik kerek száma, az 1024, amely 210-nel egyenlő. Így adódott a közmegegyezés, hogy a bináris számolást kívánó számítógépes technikában az 1024 lép a decimális világ 1000-ének helyébe. Ebből eredően például ami a decimális rendszerben 1000×1000 = 1 000 000, annak jelentőségét nézve a számítógép-technikában 1024×1024 = 1 048 576 felel meg, és így tovább.
A kezdeti években még voltak példák a számítógépes memóriaelemek decimális alapú egybefogására, de az 1970-es évek közepére a bináris alapú számítási rendszer azt végleg és teljesen kiszorította.
Megjegyzendő, hogy a számítógépes mérnökök más, nem a tárolókapacitást kifejező mértékegységekhez, például az áramköri feszültségnek vagy az időzítő áramkör periódusszámának (órajel) kifejezésére ugyanúgy a decimális alapú számneveket használták és használják, mint bárki más.

## A klasszikus jelölés története
A mindenki által elfogadott, az 1024 hatványaira épülő rendszer használatához szükség volt a nagyobb egységek jelölésbeli egységének kidolgozására is. Többféle javaslat vált ismertté, illetve vált átmenetileg gyakorlattá szakmai csoportokban, erre a korabeli számítógépes rendszerek részletes dokumentációiban találhatók egyértelmű nyomok, elsősorban az USA-ban, ahol abban az időben a számítógépek gyártása és használata általában folyt. Mivel a számítógépek memóriája egy időben a néhány ezer byte-nyi méretet nem haladta meg, a kevés szakmabeli között kialakult egyik szokás a K jelet tette az 1024 byte rövidítésévé, ez elegendő is volt az egyértelműséghez. Erre már P. Real 1959-es cikkében is utalást találhatunk. A K mértékegységnek egy másik értelmezése is használatban volt: a byte-ok pontos számából csak az ezres és nagyobb helyiértékű számjegyek a K betűvel kiegészítve. Ilyen módon lett a 32×1024=32 768-ból 32K, a 128×1024=131 072-ből 131K. Bár a jelölés eredményeként létrejött mértékek avatatlanok számára félrevezetőek, a szakemberek pontosan tudták, hogy a rövidítések milyen számokat helyettesítenek, mivel a memóriatömbök mérete mindig ismert egységekben változott, ezek a kettes számrendszerben jelentőségteljes nagy számok.
Mindemellett még mindig voltak, akik a k jelet az 1000 byte rövidítésére használták, igazodva a CGS, később az MKS-mértékegységrendszerben használt kilo előtag jelentéséhez. A helyzet által okozott bizonytalanság természetesen kényelmetlenségeket okozott a számítástechnika szakemberei között folyó információcserében. 1968-ban ez vezette Donald R. Morrisont, hogy nyílt levelében a görög κ (kappa) betűvel jelölt új mértékegység bevezetésére tegyen javaslatot, az 1024 byte-ot jelölve így, κ²-tel az 1024²-t stb. Wallace Givens másik lehetőséget vetett fel: jelölje bK az 1024-szeres szorzót, bK² vagy bK2 az 1024×1024-szerest, és így tovább. De egyben megjegyezte, hogy az akkori számítógépes sornyomtatókon mind a görög betű, mind a kis b megjelenítése problémás. Ezekre válaszul Bruce A. Martin azt javasolta, hogy hagyják el a mértékegységet, és a programnyelvekben a normálalak jelölésére használt formációhoz hasonlóan fejezzék ki a nagy bináris számokat. Így tehát például a 3×1024×1024-et, amely 3×220-nal egyenlő, írják így: 3B20. A B betű a bináris alapot jelöli a decimális rendszer E (exponens) betűje helyett.
Az ötleteket sajnos nem fogadta a számítógépes szakma elismeréssel, így a K mértékegység használata úgyszólván szabvánnyá merevedett, holott a nagyobb nagyságrendek elérésekor a módszer kiterjesztése nehézségeket ígért. A Nemzetközi Mérésügy Iroda (BIPM) már 1960-as direktívájában rögzítette a decimális alapú SI-mértékegységrendszer prefixumait és azok jelentését. És amíg az SI kilo előtagjára előírt kis k megkülönböztethető  az 1024 byte jelölésére elfogadott nagy K-tól, addig ez a következő nagyságrendet jelölő M esetén már egybeesik a mega előtag M jelével, a még nagyobb mértékeknél ugyanígy.
A kialakult felemás helyzetből való elmozdulásra két lehetőség maradt: a számítástechnika szakít a decimális előtagok használatával és jelölésrendszerével, vagy teljesen birtokba veszi azt, de saját jelentést fenntartva neki. Az utóbbi lehetőség híveinek felülkerekedését jelzi, hogy az ANSI (az USA szabványügyi irodája) és a vele együttműködő IEEE (villamossági és elektronikai mérnökök intézete) számítógépes szakcsoportja egy 1986-ban kihirdetett szabványban megerősítette az SI-előtagok kettős értelmezését:
kilo (K): (1) 1000-szerest jelölő előtag. (2) A számítógépes tárolókat tárgyaló közleményekben 210-t, azaz 1024-szerest jelölő előtag
és a mega (M) esetében ugyanígy. (Kiemelendő, hogy a definíció egyértelműen csak a tárolók mérése esetére tartja fenn a második értelmezést.) A számítástechnikában ezt a már spontán is elfogadott megoldást ebben az időben mindenki egységesen használta, a magyar nyelvű szakirodalomban is mindig ilyen értelmezésben látható, és számos gyártó, elkerülendő a téves értelmezést, a berendezései technikai specifikációiban rögzítette a bináris prefixumok pontos jelentését, valamint a nagyobb tárolóterületeknek a bináris kerek számokra történt alapozását. A mértékegységek kiolvasásában is elfogadott volt a kilo és mega előtagok használata, később az ANSI 1991-es szabványában ezt szentesítette is.
Bináris előtagként sem a deka, hekto, sem az egynél kisebb mértéket jelző előtagok, például a deci, milli, mikro nincsenek értelmezve, és így nem használhatóak.

## Új rendszer születése
Az egységessé formálódott módszerrel nem volt minden érintett megelégedve. Voltak, akik helytelenítették az SI-mértékegységrendszerben egységesen használt előtagoknak egy más – bináris – értelmezésű használatát, tartva a félreértésektől. „...Bár ezeknek semmi közük az SI-mértékrendszerhez, hiszen az információ egységéhez (bit) nem kötődik semmiféle fizikai-kémiai mennyiség...”  És valóban voltak keveredések, meghökkentő típusúak is: a 3⅓ hüvelykes hajlékony mágneslemez (floppy) kétoldalas, nagy sűrűségű (DS, HD) fajtája 80 sávot, sávonként 18 szektort hordoz. Egy szektor 512 byte, a lemezen tehát mindkét oldalt együttvéve 1 474 560 byte tárolható. A gyártók a lemezen egységesen ezt a kapacitást tüntetik fel: 1.44 MB. Ha a két számot elosztjuk egymással, kiderül, hogy a gyártók 1 megabyte-ot 1024×1000 byte-nak számolnak, ismeretlen okból keverve a két egymás mellett létező rendszert.
A számítógép- és információtechnikának két területe az, amely végül teljesen elvetette a bináris prefixumok már kialakult használati módját. Az egyik az informatikai szakemberekből áll, azokból, akik a jeltovábbítás nem feltétlenül számítógépes eszközeiben az adatcsatornák sebességét (sávszélességét) kívánták kifejezni. Mivel ők általában nem is számítógépek memóriájában tárolt adatkötegekkel, hanem különféle forrású adatfolyamokkal foglalkoznak, őket már a szemlélet sem „kötelezte” a prefixumok bináris megfeleltetésére, emiatt 1 kbps (a hazai szabályoknak megfelelő jelzéssel 1 kbit/s) adatátviteli sebesség másodpercenként 1000 bit átvitelét jelenti.
A másik tábort a háttértárolók (merevlemezek, streamerek, pendrive-ok, flash memóriák) gyártói teszik ki, ők visszatértek a prefixumok decimális értelmezéséhez annak ellenére, hogy ők is bitek és byte-ok mennyiségét fejezték ki eszközeiken. „Gigabyte – For drive storage capacity, 1 gigabyte = 1,000,000,000 bytes (or one billion bytes).” 
A felhasználók és a szakmérnökök között a gyártók rosszhiszeműségét sejtő magánvélemények bukkantak fel. „Egyesek viszont [az újraformálódó értelmezést] máris kihasználják jogtalan üzleti előnyök szerzésére. Egyes neves merevlemez-gyártók máris megtalálták a módját, hogyan értékeljék fel gyártmányukat anélkül, hogy a terméken változtatnának.” A fogyasztók helytelenítését az az új szokás váltotta ki, hogy a merevlemezt a gyártó pl. 40 gigabyte kapacitásúnak adta meg, ám amikor a vásárló azt használatra alkalmassá tette (formázta), látta, hogy a kapacitás valójában csak 37,25 gigabyte. A különbség az, hogy a gyártó decimális alapon, 40 milliárd byte-ot gondolt, a bináris rendszerhez hozzászokott szakértő vevő pedig 40 bináris GB-ra számított, ami már majdnem 43 milliárd byte volna. A különbözet nem elhanyagolható.
(Megjegyzés: az átállás azért is érdekes, mert a merevlemezek cilinderszámát a szabvány a mai napig 1024-ben maximálja, ezt csak egy szabálytalan, egy új szabvány szerinti módszerrel kiegészítve tudják a nagyobb kapacitású lemezek valós adatait kifejezhetővé tenni.)
A zűrzavart, még inkább az idők folyamán tapasztalható átrendeződést megörökítette az optikai lemezek két ismert típusa. A CD kapacitását egységesen 700 megabyte-nak tüntetik fel a csomagoláson. Ez 700×1024²-t jelent, azaz egy CD tárolókapacitása 734 millió byte. A később megszületett DVD kapacitását egységesen 4,7 gigabyte-nak tüntetik fel, amely ez esetben viszont már csak 4,7 milliárd byte-ot jelent.
Ismét felbukkantak olyan javaslatok, amelyek a bináris értelmezésű prefixumok helyett valami új jelölést ajánlanak. Donald Knuth például azt javasolta, hogy a bináris kilobyte-ot nevezzük „nagy” (large) kilobyte-nak, és jelöljük így: KKB. Legyen hasonlóképp MMB, GGB is, és így tovább. Markus Kuhn egy 1996-os publikációjában pedig a di elő-előtag alkalmazhatóságát veti fel; eszerint dikilo, dimega, digiga prefixumokkal lehetne a 2-re (illetve 1024-re) alapuló bináris mértékegységeket jelölni. Mindkét ötlet feledésbe merült.

## A hatályos előírás
A változás sürgetőinek hatására több nagyobb mértékügyi szervezet (ANSI, IEEE, IUPAC, NIST) is jórészt egybehangzó ajánlásokat hirdetett ki az ellentmondások megszüntetésére. Ezek nyomán az IEC (nemzetközi elektrotechnikai bizottság) 1998-as cikke összefoglalta a véglegesített új jelölésrendszert. Az ajánlás szerint az SI rendszerben rögzített prefixumokat ezután kizárólag a decimális alapú értelmezésükben (kilo=1000) lehessen használni, még a számítógépes technikában is. Viszont mivel a számítástechnikának bizonyítottan szüksége van egységes bináris prefixumokra, azokra új elnevezések bevezetését javasolják.
A bináris prefixum jelét úgy kapjuk, hogy a decimális SI-prefixum betűjéhez egy i betűt ragasztunk. A jelölésben kiemelendő, hogy a kilo kezdőbetűjét is nagy K-nak írjuk, és ezt kapjuk: Ki. A jelölések kimondva úgy hangzanak, hogy a decimális SI-prefixum első két betűjét kiegészítjük a bi (bináris) szócskával. Az eredményt az alábbi táblázat mutatja be.
| SI (decimális) | SI (decimális) | SI (decimális) | SI (decimális) | IEC (bináris) | IEC (bináris) | IEC (bináris) | IEC (bináris) |
| jel            | név            | érték          | érték          | jel           | név           | érték         | érték         |
| -------------- | -------------- | -------------- | -------------- | ------------- | ------------- | ------------- | ------------- |
| k              | kilo           | 10³            | 10001          | Ki            | kibi          | 210           | 10241         |
| M              | mega           | 106            | 1000²          | Mi            | mebi          | 220           | 1024²         |
| G              | giga           | 109            | 1000³          | Gi            | gibi          | 230           | 1024³         |
| T              | tera           | 1012           | 10004          | Ti            | tebi          | 240           | 10244         |
| P              | peta           | 1015           | 10005          | Pi            | pebi          | 250           | 10245         |
| E              | exa            | 1018           | 10006          | Ei            | exbi          | 260           | 10246         |
| Z              | zetta          | 1021           | 10007          | Zi            | zebi          | 270           | 10247         |
| Y              | yotta          | 1024           | 10008          | Yi            | yobi          | 280           | 10248         |

A felsorolt bináris előtagok a bit és a byte előtt egyaránt alkalmazhatóak.
A táblázat alapján megállapítható például, hogy 1 kibibit (kibit) = 1024 bit, azaz 1,024 kilobit (kbit). Hasonlóképp: 1 tebibyte (Tibyte) = 1 099 511 627 776 byte = ~1099,5 gigabyte (Gbyte) vagy 1024 gibibyte (Gibyte, GiB). Gondosan figyelje meg a mértékegységeket.
Itt említhető meg, hogy a bit rövidítésére a b használandó, bár a tévedés kizárása érdekében ezt kevésszer alkalmazzák. A byte rövidítése pedig B, azaz a tebibyte Tibyte vagy TiB alakban rövidíthető.
A fent bemutatott rendszert az IEC 60027-2 számú saját szabványában rögzítette. A szabvány lényegét az SI-mértékegységrendszert felügyelő Nemzetközi Mérésügy Iroda (BIPM) az ismertetőjének 1998-as kiadásában már feltüntette az SI-prefixumainak felsorolása (3.1 fejezet) melletti széljegyzetében. A bináris prefixumok ugyan nem tartoznak az SI hatályába, de célszerű volt rögzíteni, hogy a decimális prefixumok immár hivatalosan is csak az SI rendszerében használhatók. Magyarországon az SI 1980 óta kötelező érvényű, az erről szóló méteregyezményt, más néven metrikus konvenciót hazánk képviseletében az Országos Mérésügyi Hivatal elnöke, Pákay Péter 1999. október 11-én megerősítette. Ebből következően az SI által befogadott fenti IEC-szabványt a Magyar Szabványügyi Testület 2007-ben honosította, és MSZ EN 60027-2 néven kihirdette.

### A szabvány fogadtatása
Az új rendszer bevezetése az általános mértékegységek elterjedéséhez viszonyítva szokatlanul lassan halad. A számítástechnika, informatika, rendszerüzemeltetés, programozás területein működő hivatásosok és amatőrök mérhetetlenül sok csatornán cserélnek egymással információkat. Az ismeretek túlnyomó többsége úgyszólván szájhagyomány alakjában terjed, mivel a robbanásszerűen felépült és igen gyorsan változó óriási szakterület ismereteinek terjesztése a hagyományos úton, szakkönyvek és tanfolyamok közvetítésével működésképtelennek bizonyult. Nem alakult ki olyan központi, irányadó információáram, például mértékadó szaklap, közlöny, periodika, internetes honlap, levelezőlista, amely útján az érintettek nagy többségéhez el lehetne juttatni a széles körű elterjedést kívánó tudnivalókat, mint például ezt az új előírást. Ebből eredően a tapasztalatok szerint az új, már hatályos bináris prefixumszabvány híre is csak a számítógépes közösség egy részéhez ért el. Közülük is sokan még csak szóbeszédnek vagy tervnek hiszik. Emellett a rendszernek az ajánlástól magyar szabványig való eljutása is lassan és jeltelenül zajlott. Ezek miatt történhet meg, hogy például egy sokak által olvasott informatikai folyóirat az új prefixumokról így írt: „...mértékegységek, amiket ezentúl szeretnének széles körben is ismertté és használttá tenni”(sic), mindezt hónapokkal a Szabványügyi Közlönyben megtörtént, a lehető leghivatalosabb formának tekinthető közzététel után.
Megjegyzendő, hogy részben talán a pontos tájékoztatás hiányában sokfelé lehet a prefixumok hosszabb alakjának téves alakjával találkozni, úgymint „kikibyte”, „mibibyte”, „gebibyte”.
Az ismeretek szervezetlen terjedésén kívül nehézséget okoz a megszerzett ismeretek „tehetetlensége”. A számítógépes területeken ma még nagyon sok olyan szakember működik, akik az alapismereteiket még abban az időben szerezték, amikor kilobyte-nak szigorúan 1024 byte számított. Ez a tétel annyira alapvető jelentőségű és annyiféle módon előkerülő, hogy a szakmabeliek egy része ellenáll az új szabálynak, nem hajlandó a teljesen beidegződött látásmódon és szóhasználaton változtatni, és ezt fórumokon, beszélgetés közben sokan nem is titkolják. Ennek az ellenállásnak ismert szereplők is a jeleit mutatják. A JEDEC (félvezetőipari mérnöki tanács) egy 2002-ben frissített kiadványának szójegyzékében ez áll:
kilo (K) (félvezetőmemória kapacitásegységének prefixumaként): 1024 (210) értékű szorzó. A memóriamoduljairól ismert Kingston cég honlapján is ez látható: Kilobyte: közelítőleg ezer byte, vagy pontosan 1 byte x 210 (1024) byte. Az Apple 2001-ben megjelent Mac OS X operációs rendszerében a Disk Utility segédprogram például egy 400 GB névleges kapacitású lemez partíciós adatainak megtekintésekor ezt írja ki: „Total Capacity: 372.6 GB (400,088,457,216 Bytes)”. A Microsoft ugyanekkor kiadott Windows XP operációs rendszere egy, a Sajátgép eszközzel megtekintett lemezpartíció adatait így írja ki: „Kapacitás: 8 389 795 840 bájt 7,81 GB”. (Az értékek kerekítési hibákat tartalmaznak.) Amíg a régi, érvényét vesztett szabvány ilyen erős támogatottságban részesül, nem várható az új szabvány egységes elfogadása.

### Mire készüljünk?
Ebben a zavaros helyzetben problémát okozhat az, hogy egy megnevezett tárolóméret valójában mennyit is jelent. Abban biztosak lehetünk, hogy ha az új, bináris prefixumot látjuk, az az 1024-re alapuló jelentést hordozza. Az elektronikus memóriamodulok (RAM) mérete is biztosan mebi- és gibibyte-okban értendő, mivel a címzési rendszerük a kettes számrendszerre alapul. A jelenleg használt optikai lemezek közül a CD feltüntetett mérete MiB-ban, a DVD mérete GB-ban értendő. A kötetek és fájlok méretét a lemezkezelő programok, ha a méretet rövidítik, általában szintén az 1024-es, bináris rendszerben fejezik ki. A merevlemezegységek és más háttértárolók mérete viszont a kialakult szokást figyelembe véve valószínűleg SI alapú mega- és gigabyte-ban van megadva. Ez utóbbi területről elmondható, hogy az értelmezésben rendeződés várható, ugyanis nagy merevlemezgyártó cégek pereket vesztettek a méret félreérthető feltüntetése okán (egy 160 GB méretűnek feltüntetett lemezről 7% „hiányzik”), emiatt a gyártók a jövőben feltüntetni tervezik a méretet mindkét prefixumrendszerben. (2009)
Hogy az internetszolgáltatók a csatorna sebességét, a gyártók másféle tárolók méretét mi szerint adják meg, és hogy DVD-író programunk, az operációs rendszerünk és más programok az adatokat miként számolják, arra nem lehet általános értelmezési szabályt ajánlani. Ilyen helyzetekben csak próbálgatással, megfigyeléssel deríthető ki az igazság mindaddig, amíg a bináris prefixumok használata el nem terjed.

## A decimális és bináris előtagok különbségei
Az alábbi egyesített táblázat szemlélteti a decimális és bináris előtagok nagyságrendjei között egyre növekvő mennyiségi különbségeket:
| SI (decimális) előtag | SI (decimális) előtag | SI (decimális) előtag | SI (decimális) előtag | SI (decimális) előtag             | IEC (bináris) előtag              | IEC (bináris) előtag | IEC (bináris) előtag | IEC (bináris) előtag | IEC (bináris) előtag | Bájtban észlelt különbség | Bájtban észlelt különbség |
| jele                  | neve                  | szorzóértéke          | szorzóértéke          | szorzóértéke                      | szorzóértéke                      | szorzóértéke         | szorzóértéke         | neve                 | jele                 | Bájtban észlelt különbség | Bájtban észlelt különbség |
| jele                  | neve                  | hatvánnyal            | hatvánnyal            | számmal                           | számmal                           | hatvánnyal           | hatvánnyal           | neve                 | jele                 | decimális                 | bináris                   |
| --------------------- | --------------------- | --------------------- | --------------------- | --------------------------------- | --------------------------------- | -------------------- | -------------------- | -------------------- | -------------------- | ------------------------- | ------------------------- |
| k                     | kilo                  | 103                   | 10001                 | 1 000                             | 1 024                             | 10241                | 210                  | kibi                 | Ki                   | 24 byte                   | 24 byte                   |
| M                     | mega                  | 106                   | 10002                 | 1 000 000                         | 1 048 576                         | 10242                | 220                  | mebi                 | Mi                   | 48,6 kB                   | 47,4 KiB                  |
| G                     | giga                  | 109                   | 10003                 | 1 000 000 000                     | 1 073 741 824                     | 10243                | 230                  | gibi                 | Gi                   | 73,7 MB                   | 70,3 MiB                  |
| T                     | tera                  | 1012                  | 10004                 | 1 000 000 000 000                 | 1 099 511 627 776                 | 10244                | 240                  | tebi                 | Ti                   | 99,5 GB                   | 92,7 GiB                  |
| P                     | peta                  | 1015                  | 10005                 | 1 000 000 000 000 000             | 1 125 899 906 842 624             | 10245                | 250                  | pebi                 | Pi                   | 125,8 TB                  | 114,5 TiB                 |
| E                     | exa                   | 1018                  | 10006                 | 1 000 000 000 000 000 000         | 1 152 921 504 606 846 976         | 10246                | 260                  | exbi                 | Ei                   | 152,9 PB                  | 135,8 PiB                 |
| Z                     | zetta                 | 1021                  | 10007                 | 1 000 000 000 000 000 000 000     | 1 180 591 620 717 411 303 424     | 10247                | 270                  | zebi                 | Zi                   | 180,6 EB                  | 156,6 EiB                 |
| Y                     | yotta                 | 1024                  | 10008                 | 1 000 000 000 000 000 000 000 000 | 1 208 925 819 614 629 174 706 176 | 10248                | 280                  | yobi                 | Yi                   | 208,9 ZB                  | 177,0 ZiB                 |

Mivel az SI jelölést lazán értelmezve alkalmazott előtaghasználat az 1024 és nem az 1000 hatványait jelöli, ezért a decimális és a bináris nagyságrendek téves jelölése közötti különbségek egyre inkább növekednek. A bináris és decimális előtagok által jelölt szorzók relatív különbségét az alábbi táblázat foglalja össze:
| Előtag | Bináris / Decimális | Bináris / Decimális | Decimális / Bináris | Decimális / Bináris |
| ------ | ------------------- | ------------------- | ------------------- | ------------------- |
| kilo   | 1.024 (+2.4%)       |                     | 0.9766 (−2.3%)      |                     |
| mega   | 1.049 (+4.9%)       |                     | 0.9537 (−4.6%)      |                     |
| giga   | 1.074 (+7.4%)       |                     | 0.9313 (−6.9%)      |                     |
| tera   | 1.100 (+10.0%)      |                     | 0.9095 (−9.1%)      |                     |
| peta   | 1.126 (+12.6%)      |                     | 0.8882 (−11.2%)     |                     |
| exa    | 1.153 (+15.3%)      |                     | 0.8674 (−13.3%)     |                     |
| zetta  | 1.181 (+18.1%)      |                     | 0.8470 (−15.3%)     |                     |
| yotta  | 1.209 (+20.9%)      |                     | 0.8272 (−17.3%)     |                     |

Látható, hogy az egyre növekvő értékkülönbség miatt rendkívüli módon oda kell figyelnünk az előtagok helyes értelmezésére, illetve az előtagokat helytelenül használó szoftverek visszajelzéseire. A kettős értelmezés csapdája azonban megfelelő óvatossággal elkerülhető, mivel
- ha bináris előtagokkal találkozunk, akkor bizonyos, hogy helyesen alkalmazták őket, félreértésre nincs valódi lehetőség;
- ha decimális előtaggal találkozunk, akkor fenntartással kezeljük: lehet bináris és decimális értelmezésű is; amennyiben lehetséges, győződjünk meg a tévedést kizáró valódi, bitben/bájtban reprezentált értékről!

## A kettős értelmezésből adódó jellemző problémák
A bináris előtagszabvány nem ismerete miatt gyakoriak a félreértések az adathordozók pontos tárolókapacitását illetően, valamint a hálózatok adatátviteli sebességét illetően is.

### Adathordozók tárolókapacitása
Az adathordozók (névleges) tárolókapacitását hagyományosan decimális előtagok használatával adják meg. 
- Az 1 TB tárolókapacitású merevlemez tehát 1 000 000 000 000 byte tárolására alkalmas, ami körülbelül 921 GiB-nak felel meg.
- A 64 GB tárolókapacitású pendrive tehát 64 000 000 000 byte tárolására alkalmas, ami körülbelül 61 GiB-nak felel meg.

### Adatátviteli sebesség
A digitális hálózatok elméleti adatátviteli sebességét hagyományosan decimális előtagok használatával adják meg.
- A 120 Mbps adatátviteli sebességű internet-előfizetés 120 000 000 bitet képes átvinni másodpercenként, ami másodpercenként 15 000 000 bájtot (15 MB/s) jelent; mivel azonban a fájlok tárolása már binárisan történik, ezt bináris előtagokkal szokás feltüntetni, azaz 14,3 MiB/s-nak megfelelő letöltési sebességet fog feltüntetni az operációs rendszer.
- Az 54 Mbps vezeték nélküli adatátviteli sebességre képes, 802.11g szabványt használó WiFi routerek 54 000 000 bitet képes átvinni másodpercenként, ami másodpercenként 6 750 000 bájtot (6,75 MB/s) jelent, amelyet 6,4 MiB/s-nak megfelelő letöltési sebességként fog feltüntetni az operációs rendszer.

## A továbblépés jelei
Érdekes jelenség, hogy a számítógéppel komolyabban foglalkozók, ha már értesültek az SI rendszertől való elkülönülés igényéről vagy előírásáról, a jelek szerint gyakran nem fogadták el az új elnevezéseket a kihirdetett alakban. Érthető ez a viselkedés, ha elismerjük, hogy a kibibit, gibibit és a többi mértékegység kissé bosszantó hangzású és a szükségesnél hosszabb. Meglehetősen hamar elterjedt az a „törvénytelen” szóhasználat, amelyben a prefixumot rövidítése alakjában mondják ki. Tehát kibibyte, mebibyte, gibibyte helyett kibyte, mibyte, gibyte. Az új alakok máris sokfelé felbukkantak, még hivatalos kiadványban is, és széles körű elterjedésükre, idővel talán a szabvány módosítására is számítani lehet.

## Fordítás
- Ez a szócikk részben vagy egészben  a   Binary prefix című angol Wikipédia-szócikk fordításán alapul.  Az eredeti cikk szerkesztőit annak laptörténete sorolja fel. Ez a jelzés csupán a megfogalmazás eredetét és a szerzői jogokat jelzi, nem szolgál a cikkben szereplő információk forrásmegjelöléseként.